# Callyspongia crassa
Callyspongia crassa är en svampdjursart som först beskrevs av Keller 1889.  Callyspongia crassa ingår i släktet Callyspongia och familjen Callyspongiidae. Inga underarter finns listade i Catalogue of Life.

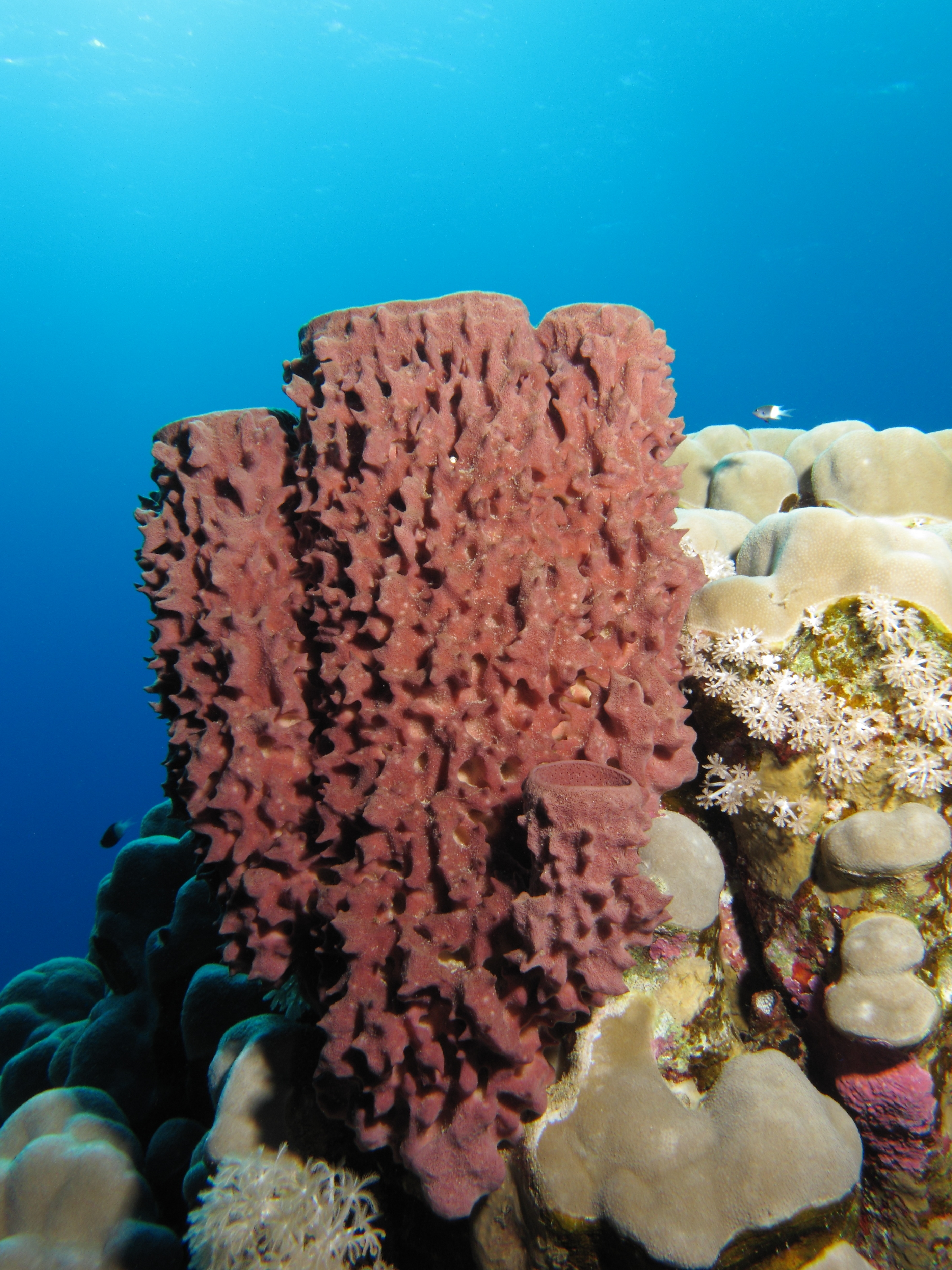
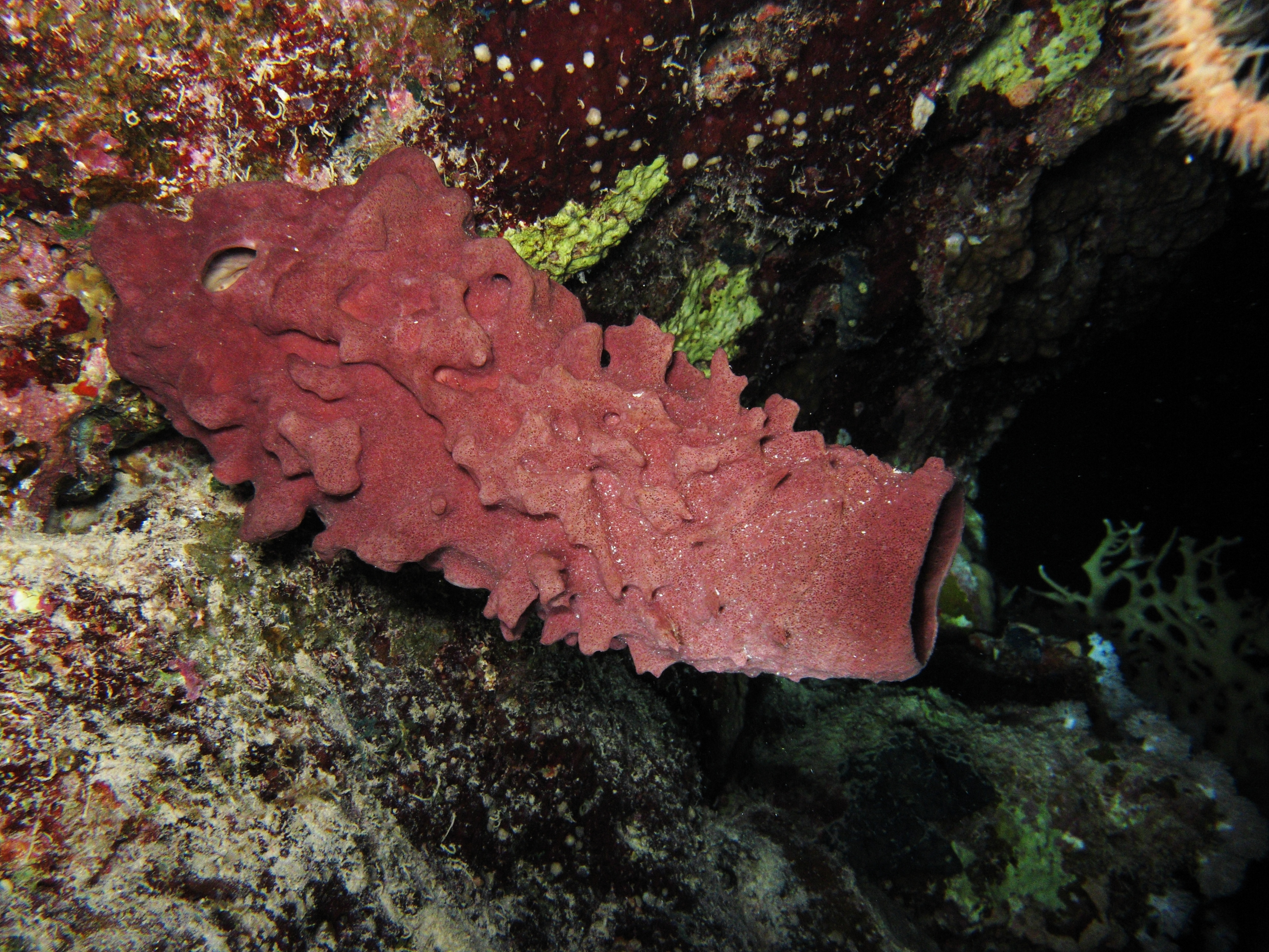
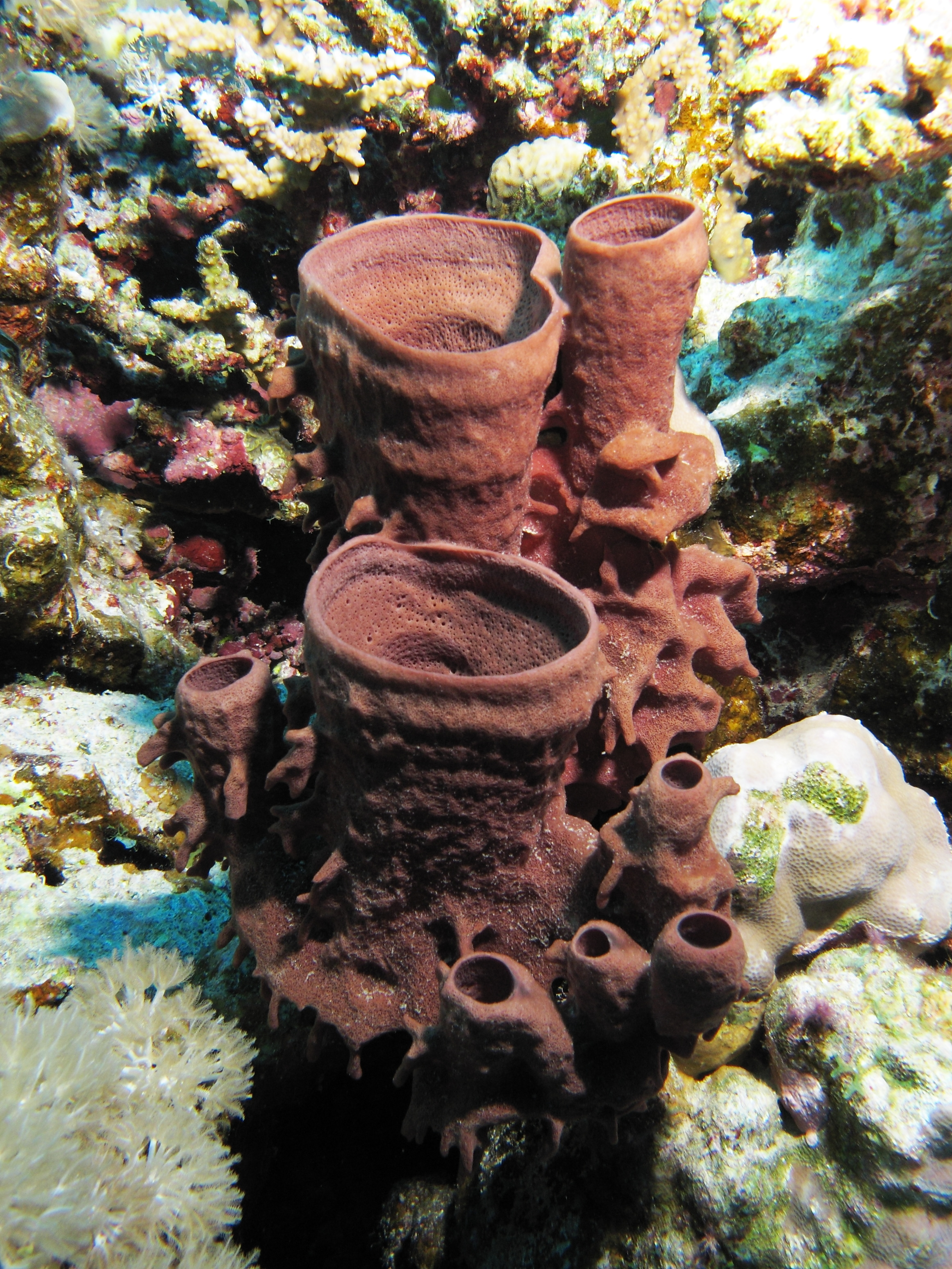